# Лорето
Лорето (італ. Loreto) — муніципалітет в Італії, у регіоні Марке, провінція Анкона.
Лорето розташоване на відстані близько 195 км на північний схід від Рима, 22 км на південь від Анкони.
Населення — 12 777 осіб (2014).

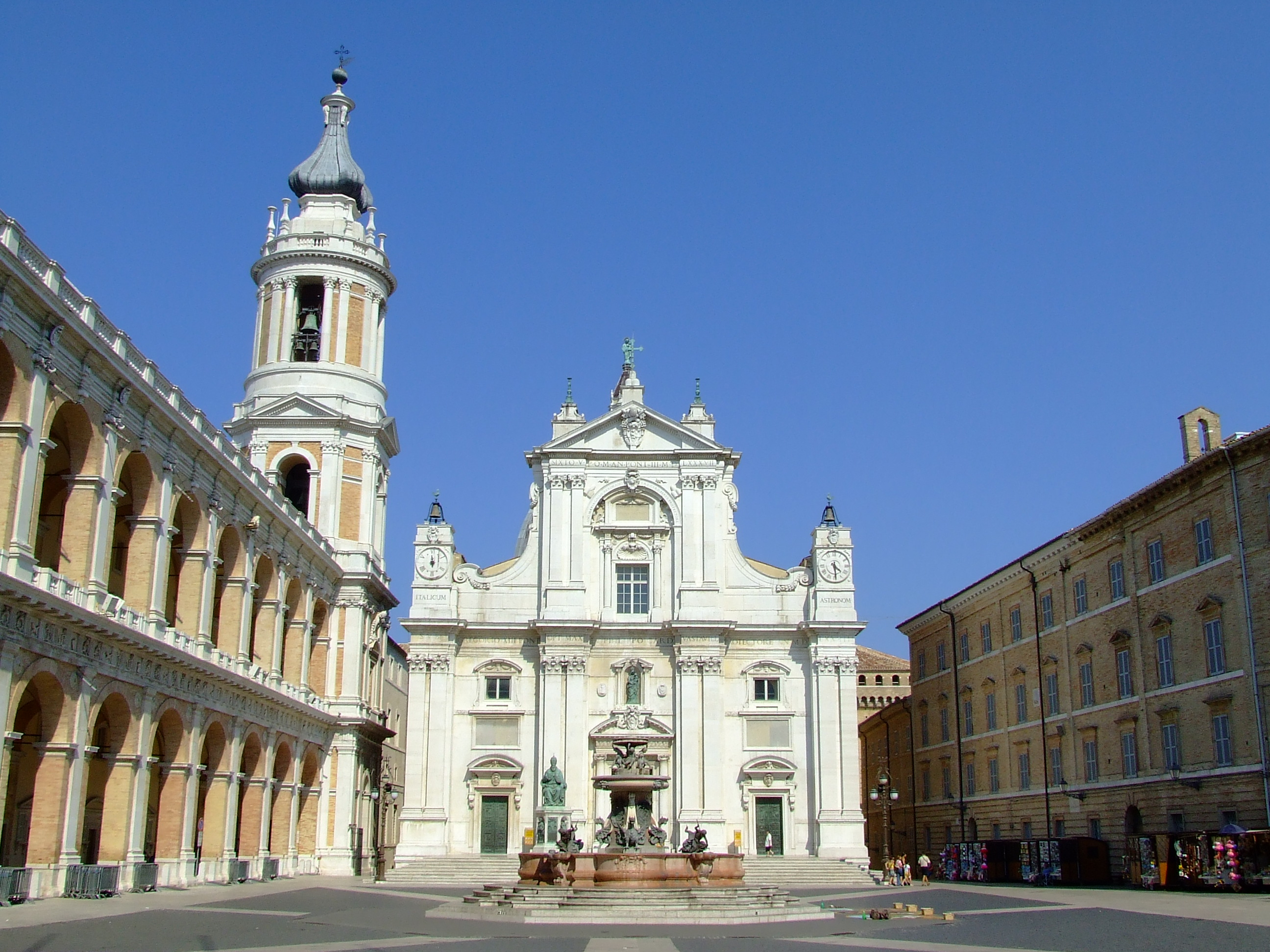
Базиліка Різдва Пресвятої Богородиці

Щорічний фестиваль відбувається 8 вересня в день свята Різдва Пресвятої Богородиці.

## Демографія
Населення за роками:

Станом на 1 січня 2023 року в муніципалітеті офіційно проживало 877 іноземців з 68 країн, серед них 241 громадянин країн Євросоюзу та 51 громадянин України.

## Сусідні муніципалітети
- Кастельфідардо
- Порто-Реканаті
- Реканаті